# Brevitrygon
A Brevitrygon a porcos halak (Chondrichthyes) osztályának sasrájaalakúak (Myliobatiformes) rendjébe, ezen belül a tüskésrájafélék (Dasyatidae) családjába tartozó nem.

## Rendszerezés
A nembe az alábbi 4 élő faj tartozik:
- Brevitrygon heterura (Bleeker, 1852)
- Brevitrygon imbricata (Bloch & Schneider, 1801)
- Brevitrygon javaensis (Last & White, 2013) - típusfaj
- Brevitrygon walga (Müller & Henle, 1841)